# Dryden (hrabstwo Tompkins)
Dryden – wieś w Stanach Zjednoczonych, w stanie Nowy Jork, w hrabstwie Tompkins.